# Maremma Toscana (vino)
Il Maremma Toscana è una DOC riservata ad alcuni vini la cui produzione è consentita nella provincia di Grosseto.